# Residencia de Señoritas (telenovela)
Residencia de Señoritas es una telenovela venezolana producida y transmitida por la cadena RCTV entre los años 1977 y 1978. Original de Salvador Garmendia, fue dirigida por Miguel Guilarte y protagonizada por Mayra Alejandra y José Luis Rodríguez.

## Argumento
Violeta es una muchacha pobre y analfabeta, recién engañada por un hombre de quien espera un hijo. Llega a la capital procedente del interior del país, y se va a vivir en una pensión, cuya dueña es una mujer bondadosa que le renta un cuarto y la protege. En esta residencia viven solo mujeres, algunas de ellas estudiantes, y casi todas empiezan a querer y ayudar a la joven y a su hijito Salvador cuando nació, sin embargo, hay alguien que no pierde ocasión para maltratarla.
Violeta quiere superarse y empieza a manejar una camioneta para pasajeros. Trabaja y estudia a la vez, para aprender a leer y escribir. Conoce a Marco, un muchacho humilde que maneja un camión de refrescos y que tiene una gran pasión por el canto. Poco a poco se enamoran y comienzan un romance que se verá lleno de obstáculos en el camino de su felicidad final.

## Producción y distribución
Residencia de Señoritas fue transmitida por RCTV a partir del 16 de noviembre de 1977.
Durante la madrugada del 5 de enero de 1978 hubo un incendio en Radio Caracas Televisión  y, según escribió la prensa, en los estudios donde se grababa Residencia de Señoritas, a pesar de que los decorados eran salvos, no se podía grabar hasta tanto no se hacía una evaluación, porque, al parecer, había temor de que el piso cediera.

## Reparto
- Mayra Alejandra - Violeta
- José Luis Rodríguez - Marcos Villa /Arístides Zambrano[1]
- Mauricio González - Antonio[1]
- Hilda Vera
- Tomás Henríquez
- Carlos Olivier
- Pilar Romero
- Francis Rueda
- Wendy Torres
- Lucio Bueno
- Tania Sarabia
- Raquel Castaños
- Verónica Doza - "La Nena"
- Patricia Noguera
- Freddy Galavís
- Romelia Agüero
- Eduardo Cortina
- Lorenzo Henríquez
- Patricia Noguera
- Daniel Alvarado[2]
- Arturo Calderón
- Jesús Millán
- Balmore Moreno
- Fina Rojas[2]